# Karin Amatmoekrim
Karin Amatmoekrim (Paramaribo, 25 december 1976) is een Surinaams-Nederlandse schrijver. Ze werd geboren in Suriname en groeide op in Nederland. Ze schrijft romans, korte verhalen en columns.

## Jeugd en opleiding
Amatmoekrim werd geboren in Paramaribo in Suriname als dochter van een Javaanse moeder met de achternaam Amatmoekrim en de in Suriname bekende taekwondomeester Eric Lie, van Chinees-Creools-Indiaanse afkomst. Ze emigreerde in 1981 met haar moeder naar Nederland, waar ze zich vestigden in IJmuiden met haar IJmuidense stiefvader Boersma. Ze kreeg de achternaam van haar stiefvader. Op haar elfde vertelde haar moeder haar dat haar stiefvader niet haar echte vader was. Later nam ze de achternaam van haar moeder aan. Ze doorliep het Gymnasium Felisenum in Velsen Zuid. Daarna studeerde ze psychologie en moderne letterkunde aan de Universiteit van Amsterdam. Ze sloot haar studie af met de scriptie De etniciteit in de Surinaamse literatuur.

## Schrijverschap
In 2004 kwam haar debuutroman Het knipperleven uit, die door de pers enthousiast werd ontvangen. In 2006 volgde Wanneer wij samen zijn, een generatieroman gebaseerd op Amatmoekrims familiegeschiedenis. In 2009 verscheen de roman Titus. Ook publiceerde Amatmoekrim dat jaar korte verhalen in De Groene Amsterdammer en Vrij Nederland, en verving zij columniste Aaf Brandt Corstius drie weken lang met een dagelijkse column in nrc.next. Op 15 november 2009 kreeg zij als eerste de Black Magic Woman Literatuurprijs uitgereikt voor haar roman Titus.
In 2011 kwam haar roman Het gym uit over een Surinaams meisje op een gymnasium in Velsen met verder allemaal leerlingen van Nederlandse afkomst. De roman betekende haar doorbraak; in 2016 verscheen de tiende druk. Haar vijfde roman, De man van veel, verschenen in 2013, is gebaseerd op het leven van Anton de Kom. 
In 2016 schreef ze het scenario voor een Suske en Wiske-verhaal met tekeningen van Hanco Kolk: De tollende toverkol.
Amatmoekrim publiceerde in 2016 Tenzij de vader, een memoir over haar vader Eric Lie. Het boek vormde in 2017 de basis voor de documentaire De jacht op mijn vader. Lie overleed in juni 2022.

## Wetenschap
In 2023 promoveerde Amatmoekrim aan de Universiteit Leiden op een proefschrift over het leven van de essayist Anil Ramdas. In wat voor een land leef ik eigenlijk? Anil Ramdas, onmogelijk kosmopoliet, de handelseditie van het proefschrift, is dat jaar uitgebracht door Uitgeverij Prometheus. Ze heeft Ramdas twee keer ontmoet; in 2010, toen Ramdas Abdelkader Benali, Hans Sahar en haar interviewde in De Tafel van Babel, een tv-programma van Multiculturele Televisie Nederland (MTNL), en een kleine twee jaar later, toen ze samen deelnamen aan een gesprek bij een literair festival. Voor In wat voor een land leef ik eigenlijk? Anil Ramdas, onmogelijk kosmopoliet, ontving Karin Amatmoekrim de Nederlandse Biografieprijs 2024.
In augustus 2018 kwam zij met De Bezige Bij overeen dat zij een allesomvattende geschiedenis van Suriname zou schrijven. Het boek, Suriname. Een geschiedenis, zou verschijnen in 2023. In een Suriname, aldus de auteur, 'lijkt in de luwte van de grote wereldgeschiedenissen te bestaan, maar in feite komt de hele wereld hier samen.'
Amatmoekrim is lid van het Algemeen Bestuurscollege van de KB, nationale bibliotheek.

### Stripverhaal (scenario)
- Suske en Wiske - De tollende toverkol, getekend door Hanco Kolk